# Natura 2000-område nr. 38 Bredsgård Sø
Natura 2000-område nr. 38 Bredsgård Sø er en naturplan under det fælleseuropæiske Natura 2000-projekt. Planområdet, Bredsgård Sø, er et habitatområde, med et samlet areal på ca. 172 ha. og hele området blev fredet i 1984 ; Området ligger i Viborg Kommune.

## Beskrivelse
Bredsgård Sø-området er den øvre del af Fiskbæk Ådal, lige vest for Ravnstrup, og nordøst for den ligeledes afvandede Rosborg Sø. Habitatområdet omfatter den tidligere Bredsgård Sø, der nu er afvandet. Fiskbæk å løber gennem området fra syd til nord. Der også omfatter
skrænterne omkring den tidligere sø. Området rummer en rig og varieret natur. Langs skræntfoden og i dalbunden findes kildevæld med konstant køligt vand, som betinger forekomsten af arter, som
har hovedudbredelsen i koldere egne i Norden, såkaldte ”paludellavæld”. Særlig i den sydlige ende af området findes store områder med artsrige rigkær og kildevæld i mosaik med rigkær med flere
sjældne karplante- og mosarter, bl.a. en lille bestand af gul stenbræk
samt en god bestand af blank seglmos. Området huser også en bestand
af kildevældsvindelsnegl.
Selve Bredsgårde Sø var tidligere på omkring 9 hektar, men i 1955 bestemte lodsejerne at man ville afvande søen for at skabe agerjord. Projektet mislykkedes for en stor del, så i dag består området af af vandhuller, kanaler, rigkær og våde enge.
Natura 2000-planen er vedtaget i 2011, hvorefter kommunalbestyrelserne
og Naturstyrelsen udarbejdede bindende handleplaner for
gennemførelsen af planen.   Planen videreføres og videreudvikles i senere planperioder.   Natura 2000-planen er koordineret med Vandplan 1.2 Limfjorden.